# Christophe Avezac
Christophe Avezac est un footballeur français né le 12 mars 1977 à Saint-Gaudens. Il évolue au poste de milieu de terrain.

## Carrière
- US Miramontaise
- 1997-1999 : Toulouse FC
- 1999-2001 : Pau FC
- 2001-2002 : Dijon FCO
- 2002-2004 : Toulouse FC
- 2004-2005 : FC Metz
- 2005-2007 : Dijon FCO
- 2007-2008 : AC Ajaccio
- 2008-2010 : Vannes OC [1]

## Palmarès
- Champion de France de Ligue 2 en 2003 avec le TFC

## Statistiques
- 58 matchs et 3 buts en Ligue 1
- 124 matchs et 14 buts en Ligue 2
- 51 matchs et 16 buts en National